# Schußfahrt vom Mount Everest
Schußfahrt vom Mount Everest (Originaltitel: The Man Who Skied Down Everest) ist ein kanadisch-japanischer Dokumentarfilm von Bruce Nyznik und Lawrence Schiller über den Alpinisten Yūichirō Miura, der 1970 den Mount Everest mit Skiern hinunterfuhr. Der Film wurde vom kanadischen Filmemacher Budge Crawley produziert und wurde 1976 mit einem Oscar in der Kategorie „Bester Dokumentarfilm“ ausgezeichnet. Die Premiere des Films war am 19. September 1975 in Kanada. Die Erstausstrahlung im deutschen Fernsehen war am 24. Oktober 1987 im ZDF.

## Inhalt
Der Film erzählt die Geschichte hinter dem Versuch des japanischen Draufgängers Yūichirō Miura im Jahr 1970 den höchsten Berg der Welt auf Skiern hinunterzufahren. 1964 stellte Miura mit 172.084 km/h einen Ski-Geschwindigkeitweltrekord auf. Nach seinen besten Berechnungen würde er diese Geschwindigkeit in den ersten sieben Sekunden seines Abstiegs vom Everest übertreffen. Um seine Chancen zu verringern, weitere Rekorde aufzustellen (einschließlich des Rekords für einen unbeabsichtigten Abstieg bis nach Nepal), beschloss er, auf seinem Weg den Berg hinunter einen Bremsfallschirm zu verwenden. Niemand, nicht einmal ein Fallschirmspringer, hatte zuvor in über 8.000 m Höhe einen Fallschirm benutzt, und es gab Zweifel, wie effektiv dieser sein würde. Zu effektiv und er könnte in der Luft schweben. Miura startete auf knapp 8.200 Metern Höhe und hoffte, mehrere Tausend Meter hinunterzusteigen und vor einer tiefen Spalte anzuhalten, die ihn das Leben gekostet hätte. Drei Kameraleute waren damit beschäftigt, die Abfahrt zu filmen, aber mit ihren riesigen 1600-mm-Teleobjektiven und einer Entfernung von bis zu 3.000 Metern hatten sie fast keinen Spielraum für Fehler. Nur einem der Kameraleute gelang es, Miura während der gesamten Abfahrt im Bild zu halten, und die resultierenden Aufnahmen – die aufgrund der Entfernungen körnig sind – sind geradezu unheimlich. Wir sehen Miura in Nahaufnahme zu Beginn seines Laufs, gekleidet wie ein Astronaut mit Sauerstoffmaske, Gesichtsschutz, Transistorradio und Sturzhelm. Er habe keine Angst, erzählte er (in einem auf seinem Tagebuch basierenden englischen Kommentar), sondern davor, zu scheitern – da er es so weit geschafft habe, müsse er etwas tun, um den Aufwand an Geld, Mühe und Leben zu rechtfertigen. Er stürzt in schwindelerregendem Winkel über fast reines Eis den Hang hinunter. Der Fallschirm öffnet sich. Er gerät ins Wanken, gewinnt das Gleichgewicht zurück, erreicht eine knochenerschütternde Geschwindigkeit, fällt und überschlägt sich immer wieder, bevor er schließlich kurz vor der Spalte zum Stehen kommt.

## Hintergrund
Für die 2.000 Meter benötigte Miura 2 Minuten und 20 Sekunden und fiel etwa 402 m von der Steilwand des Lhotse entlang der gelben Route direkt unter dem Südsattel. Er benutzte einen großen Fallschirm, um seinen Fall abzubremsen und kam 76 m vor einer Gletscherspalte zum Stehen.
Der Skisprung war das Ziel der Japanese Everest Skiing Expedition 1970. Sechs Mitglieder der Expedition starben. Zur selben Zeit versuchte eine weitere japanische Expedition, genannt The Japanese Mount Everest Expedition 1970, den Aufstieg. Diese nahm den Weg zum Teil über die normale Route und unternahm dann den ersten Versuch, über die Südwest-Flanke aufzusteigen. Zwei Mitglieder der zweiten Expedition starben ebenfalls.
Das Budget des Films betrug ca. 410.000 kanadische Dollar.
Über Miura gibt es außerdem einen Dokumentarfilm zu seiner Abfahrt vom Fuji.

## Rezeption
Der film-dienst schrieb, der „mit einmaligen Landschaftsbildern illustrierte“ Film handle von der „Sucht des Menschen nach Höchstleistungen und Selbstbestätigung gegenüber den Herausforderungen der Natur“. Hal Erickson schrieb, der Film glänze mit „atemberaubendem Bildmaterial“, allerdings sei die „alberne Stimme [des Erzählers] im englischen Original“ nur „wenig oscarreif“. (englisch „[…] concludes with breathtaking footage of his 1970 climbing-and-descending expedition. […] Even so, the sappy voice over narration in the English-language version is hardly Oscar calibre.“)